# أولاد سيدي بن صابر (أولاد سالم)
أولاد سيدي بن صابر هو دُوَّار يقع بجماعة أولاد سعيد، إقليم سطات، جهة الدار البيضاء سطات في المملكة المغربية. ينتمي الدوّار لمشيخة أولاد سالم التي تضم 4 دواوير. يقدر عدد سكانه بـ 500 نسمة حسب الإحصاء الرسمي للسكان والسكنى لسنة 2004.

## روابط خارجية
- البوابة الوطنية للجماعات الترابية
- المندوبية السامية للتخطيط